# Melanezija
Melanézija (iz grščine μέλας: mélas, črno + νῆσος: nêsos, otok) je podregija Oceanije, ki se razteza od zahodnega dela Tihega oceana in Arafurskega morja na vzhod do otočja Fidži. Vsebuje večino otokov severno in severovzhodno od Avstralije.
Regija vključuje štiri neodvisne države Fidži, Vanuatu, Salomonovi otoki, Papuanska Nova Gvineja, pa tudi francosko čezmorsko državo Nova Kaledonija in dele Indonezije - zlasti Zahodne Nove Gvineje. Večina regije je na južni polobli, le nekaj majhnih severozahodnih otokov Zahodne Nove Gvineje leži na severni polobli.
Ime Melanezija (v francoščini Mélanésie) je prvič uporabil Jules Dumont d'Urville leta 1832 za označevanje etnične in geografske skupine otokov, katerih prebivalci so se mu zdeli ločeni od tistih v Mikroneziji in Polineziji.

## Etimologija
Ime Melanesia iz grščine μέλας za 'črna' in νῆσος za 'otok', etimološko pomeni 'otoki črnih [ljudi]' glede na temno kožo prebivalcev.
Koncept Evropejcev Melanesie kot posebne regije se je postopoma razvijal, ko so njihove odprave kartirale in raziskovale Tihi ocean. Zgodnji evropski raziskovalci so opazili fizične razlike med skupinami pacifiških otočanov. Leta 1756 je Charles de Brosses teoretiziral, da je v Tihem oceanu obstajala »stara črna rasa«, ki so jo ljudje, ki se danes imenujejo Polinezijci, osvojili ali premagali, za katere je veljalo, da imajo svetlejšo kožo. V prvi polovici 19. stoletja sta Jean Baptiste Bory de Saint-Vincent in Jules Dumont d'Urville Melanezijce opredelila kot posebno rasno skupino.
Sčasoma pa so Evropejci vse bolj gledali na Melanezijo kot na posebno kulturno in ne kot rasno območje. Znanstveniki in drugi komentatorji se niso strinjali glede meja, ki so bile negotove. V 19. stoletju je Robert Codrington, britanski misijonar, na podlagi svojega dolgoletnega prebivanja v regiji ustvaril vrsto monografij o Melanezijcih. V delih Melanezijski jeziki (1885) in Melanezijci: študije o njihovi antropologiji in ljudskem izročilu (1891) je Codrington Melanezijo opredelil kot Vanuatu, Salomonove otoke, Novo Kaledonijo in Fidži. Otokov Nove Gvineje ni vključil, ker so bili samo nekateri njeni prebivalci Melanezijci. Tako kot Bory de Saint-Vincent je tudi Avstralijo izključil iz Melanezije. Prav v teh delih je Codrington Zahodu predstavil kulturni koncept mana.
Negotovost glede razmejitve in opredelitve regije se nadaljuje. Znanstveni konsenz zdaj v Melanezijo vključuje Novo Gvinejo. Ann Chowning je v svojem učbeniku o Melaneziji iz leta 1977 zapisala, da ne obstaja
 niti med antropologi ni splošno soglasje o geografskih mejah Melanezije. Številni uporabljajo izraz le za manjše otoke, razen Nove Gvineje; Fidži je bil pogosto obravnavan kot nenavadno obmejno območje ali celo v celoti dodeljen Polineziji; prebivalci otokov Torresovega preliva pa so pogosto preprosto uvrščeni med avstralske staroselce.
Leta 1998 je Paul Sillitoe o Melaneziji zapisal: »na geografskih, kulturnih, bioloških ali drugih podlagah ni enostavno natančno določiti, kje se Melanezija konča, sosednje regije pa začnejo.«  Na koncu zaključi da je regija
 zgodovinska kategorija, ki se je razvila v 19. stoletju zaradi odkritij na Tihem oceanu in je bila upravičena z uporabo in nadaljnjimi raziskavami v regiji. Zajema populacije, ki imajo določeno jezikovno, biološko in kulturno afiniteto - določeno slabo določeno istovetnost, ki se na robu obarva v razliko.
Tako Sillitoe kot Chowning v definicijo Melanezije vključujeta otok Nova Gvineja, oba pa izključujeta Avstralijo.
Večina prebivalcev Melanezije je ustanovila neodvisne države, so upravno pod Francijo ali imajo aktivna neodvisna gibanja (v primeru Zahodne Papue). Številni so v zadnjem času izraz 'Melanezija' sprejeli kot vir identitete in opolnomočenja. Stephanie Lawson piše, da je izraz »prešel od izraza blatenja v izraz afirmacije, ki je pozitivna podlaga za sodobno podregionalno identiteto in formalno organizacijo«. Avtor Bernard Narokobi je na primer pisal o Melanezijski poti kot posebni obliki kulture, ki bi lahko opolnomočila prebivalce te regije. Koncept se uporablja tudi v geopolitiki. Na primer, preferencialni trgovinski sporazum skupine Melanesian Spearhead je regionalna trgovinska pogodba med Vanuatujem, Salomonovimi otoki, Papuo Novo Gvinejo in Fidžijem.

## Zgodovina
Prebivalci Melanezije imajo značilne prednike. Teorija južnega razprševanja skupaj s staroselci Avstralije kaže, da so se pred 50.000 in 100.000 leti izselili iz Afrike in se razpršili po južnem robu Azije. Meja te starodavne selitve je bila Sahul, celina, ki je nastala, ko je Avstralijo in Novo Gvinejo zaradi nizke morske gladine združil kopenski most. Prva selitev v Sahul se je zgodila pred več kot 40.000 leti. Nadaljnja širitev na vzhodne otoke Melanezije je prišla veliko pozneje, verjetno med 4000 in 3000 pred n. št.
Zlasti vzdolž severne obale Nove Gvineje in na otokih severno in vzhodno od Nove Gvineje so Avstronezijci, ki so se na to območje preselili pred nekaj več kot 3000 leti, prišli v stik s temi že obstoječimi prebivalstva papujsko govorečih ljudstev. Konec 20. stoletja so nekateri učenjaki teoretizirali dolgo obdobje interakcije, kar je povzročilo številne zapletene spremembe v genetiki, jezikih in kulturi med ljudmi.
Tej polinezijski teoriji pa nekoliko nasprotujejo ugotovitve genetske študije, ki jo je leta 2008 objavila Univerza Temple. Ugotovila je, da niti Polinezijci niti Mikronezijci nimajo veliko genetske zveze z Melanezijci. Zdelo se je, da so se predniki Polinezijcev, ki so razvili svoje jadralne kanuje, izselili iz vzhodne Azije, se hitro pomikali po melanezijskem območju in nadaljevali z vzhodnimi območji, kjer so se naselili. V Melaneziji so pustili malo genetskih dokazov in »so se le zelo skromno pomešali s tamkajšnjim avtohtonim prebivalstvom«. Kljub temu je študija pri nekaterih melanezijskih skupinah, ki govorijo avstronezijske jezike, še vedno odkrila majhen avstronezijski genetski podpis (pod 20 %), kar pa v skupinah, ki govorijo papuansko, v celoti ni bilo.

## Jeziki
Večina jezikov Melanezije je članov avstronezijske jezikovne družine ali enega od številnih papujskih jezikov, kar je geografski izraz, ki zajema številne ločene jezikovne družine. Po enem številu je v Melaneziji 1319 jezikov, razpršenih po majhni količini ozemlja. Delež 716 kvadratnih kilometrov na jezik je daleč najgostejša stopnja jezikov glede na kopno maso na Zemlji, skoraj trikrat večja kot v Nigeriji, državi, ki slovi po velikem številu jezikov na strnjenem območju. 
Poleg številnih avtohtonih jezikov so se razvili pidžin in kreolščina, pogosto zaradi trgovine in kulturne interakcije stoletja pred evropskim srečanjem. Med njimi sta najbolj opazna Tok Pisin in Hiri Motu na Papui Novi Gvineji. Zdaj oba veljata za različna kreolska jezika. Uporaba Tok Pisin narašča. Včasih se ga učijo kot prvi jezik, predvsem v večkulturnih družinah. Drugi kreolski so unserdeutsch, pijin Salomonovij otokov, bislama, papuanska malajščina in druge sorodne jezike.

## Geografija
Pogosto se razlikuje med otokom Nova Gvineja in kar je znano kot otok Melanezija, ki je sestavljen iz »verige otokov, atolov in grebenov, ki tvorijo zunanje meje zaščitenega ovalnega koralnega morja«. Sem spadajo arhipelag Louisiadi (del Papue Nove Gvineje), Bismarckovo otočje (del Papue Nove Gvineje in Salomonovih otokov) in Svetokriški otoki (del države, imenovane Salomonovi otoki). Država Vanuatu je sestavljena iz otoške verige Novi Hebridi (v preteklosti pa so bili 'Novi Hebridi' tudi ime politične enote, ki je na otokih). Nova Kaledonija je sestavljena iz enega velikega otoka in več manjših verig, vključno z Otočjem lojalnosti. Državo Fidži sestavljata dva glavna otoka, Viti Levu in Vanua Levu, ter manjši otoki, vključno z otoki Lau.
Imena otokov v Melaneziji so lahko zmedena: imajo tako avtohtona kot evropska imena. Državne meje včasih presekajo otočja. Imena političnih enot v regiji so se skozi čas spreminjala in so včasih vključevala tudi geografske izraze. Na primer, otok Makira je bil nekoč znan kot San Cristobal, kot so ga imenovali španski raziskovalci. Je v državi Salomonovi otoki, ki je nacionalna država in ni sosednje otočje. Meja Papue Nove Gvineje in Salomonovih otokov ločuje otok Bougainville od bližnjih otokov, kot je Choiseul, čeprav je Bougainville geografsko del verige otokov, ki vključuje Choiseul in velik del Salomonov.
Naslednji otoki in otočja se obravnavajo kot del Melanezije:
- otočje Amplett
- Bismarckovo otočje
- d'Entrecasteauxevi otoki
- Fidži
- Louisiadi
- Moluki
- Nova Kaledonija
- Nova Gvineja, politično razdeljena med  Papuo Novo Gvinejo in  indonezijski provinci Papua ter Zahodna Papua
- Norfolk (otočje)
- otočje Raja Ampat
- otočje Schouten
- Svetokriški otoki (Santa Cruz)
- Salomonovo otočje, politično razdeljeni med  Papuo Novo Gvinejo in  Salomonove otoke
- otočje v Torresovem prelivu, politično razdeljeni med državi  Avstralija in  Papua Nova Gvineja
- Trobriand (otočje)
- Vanuatu
- Woodlark

Norfolk in Fidži kulturno ter etnološko veljata za del Polinezije in sta del Melanezije samo geografsko.

## Politična geografija
Del Melanezije so naslednje države:
- Fidži
- Papua Nova Gvineja je geološko del avstralske celine
- Salomonovi otoki
- Vanuatu

Melanezija vsebuje tudi:
- Nova Kaledonija je geološko del Zelandije – čezmorska država Francije.
- Papuanska Nova Gvineja in Zahodna Papua - Zahodna polovica Nove Gvineje je politično del države  Indonezija. Evropejci so jo od nekdaj priznavali kot geografsko del Melanezije. Na tem področju je aktiven upor, imenovan Svobodno gibanje Papue.

Več melanezijskih držav je članov medvladnih organizacij. Papua Nova Gvineja, Salomonovi otoki in Vanuatu so člani Skupnosti narodov. Člani Melanesian Spearhead Group so tudi Fidži, Papua Nova Gvineja, Salomonovi otoki in Vanuatu.

## Genetske študije
Ugotovljeno je bilo, da imajo Melanezijci skrivnostno tretjo arhaično vrsto homo skupaj z njihovimi predniki Denisovskega človeka (3-4 %) in neandertalci (2 %) v genski mešanici s svojimi sicer sodobnimi genomi Homo sapiens sapiens. Njihov najpogostejši Y- kromosomska haplogrupa je M-P256.
Visoka pojavnost svetlih las je posledica posebne naključne mutacije, zato sta se DNA in fenotip blond v zgodovini človeštva pojavila vsaj dvakrat.